# Dubovac, Kovin
Dubovac (izvirno srbsko Дубовац) je naselje v Srbiji, ki upravno spada pod Občino Kovin; slednja pa je del Južnobanatskega upravnega okraja.

## Demografija
V naselju živi 943 polnoletnih prebivalcev, pri čemer je njihova povprečna starost 37,4 let (35,8 pri moških in 39,0 pri ženskah). Naselje ima 373 gospodinjstev, pri čemer je povprečno število članov na gospodinjstvo 3,44.
To naselje je, glede na rezultate popisa iz leta 2002, v glavnem srbsko, a v času zadnjih treh popisov je opazno zmanjšanje števila prebivalcev.
|  |

| Demografija | Demografija     | Demografija     |
| Leto        | Št. prebivalcev | Št. prebivalcev |
| ----------- | --------------- | --------------- |
|             |                 |                 |
|             |                 |                 |
|             |                 |                 |
|             |                 |                 |
| 1948        | 1615            |                 |
| 1953        | 1641            |                 |
| 1961        | 1677            |                 |
| 1971        | 1675            |                 |
| 1981        | 1598            |                 |
| 1991        | 1469            | 1338            |
| 2002        | 1458            | 1283            |
|             |                 |                 |

| Etnična sestava po popisu iz leta 2002 | Etnična sestava po popisu iz leta 2002 | Etnična sestava po popisu iz leta 2002 | Etnična sestava po popisu iz leta 2002 | Etnična sestava po popisu iz leta 2002 |
| -------------------------------------- | -------------------------------------- | -------------------------------------- | -------------------------------------- | -------------------------------------- |
| Srbi                                   | Srbi                                   |                                        | 1.078                                  | 84,02%                                 |
| Romi                                   | Romi                                   |                                        | 111                                    | 8,65%                                  |
| Madžari                                | Madžari                                |                                        | 28                                     | 2,18%                                  |
| Jugoslovani                            | Jugoslovani                            |                                        | 19                                     | 1,48%                                  |
| Romuni                                 | Romuni                                 |                                        | 14                                     | 1,09%                                  |
| Nemci                                  | Nemci                                  |                                        | 7                                      | 0,54%                                  |
| Čehi                                   | Čehi                                   |                                        | 3                                      | 0,23%                                  |
| Makedonci                              | Makedonci                              |                                        | 3                                      | 0,23%                                  |
| Hrvati                                 | Hrvati                                 |                                        | 2                                      | 0,15%                                  |
| Črnogorci                              | Črnogorci                              |                                        | 1                                      | 0,07%                                  |
| Neznano                                | Neznano                                |                                        | 3                                      | 0,23%                                  |